# Pseudodiaptomus galapagensis
Pseudodiaptomus galapagensis is een eenoogkreeftjessoort uit de familie van de Pseudodiaptomidae. De wetenschappelijke naam van de soort is voor het eerst geldig gepubliceerd in 1964 door Grice.